# Benjamin Ames
Benjamin Ames (* 30. Oktober 1778 in Andover, Massachusetts; † 28. September 1835 in Houlton, Maine) war ein US-amerikanischer Politiker (Demokratisch-Republikanische Partei) und von 1821 bis 1822 der dritte Gouverneur des Bundesstaates Maine.

## Frühe Jahre
Benjamin Ames absolvierte die Harvard University. Nach einem anschließenden Jurastudium wurde er im Jahr 1806 als Anwalt zugelassen. Danach begann er eine erfolgreiche juristische Laufbahn. Zwischen 1807 und 1811 war er Bezirksstaatsanwalt im Lincoln County. Dann amtierte er bis 1814 als Richter an einem Berufungsgericht.

## Politische Laufbahn
Nach der Gründung des Bundesstaates Maine im Jahr 1820 wurde er Mitglied und Präsident des Repräsentantenhauses dieses Staates. Nachdem Gouverneur William D. Williamson am 5. Dezember 1821 von seinem Amt zurückgetreten war, um in den Kongress zu wechseln, musste Ames dessen Amtszeit beenden. Er war damit nach William King und Williamson der dritte Amtsinhaber in der ersten Legislaturperiode der Gouverneure von Maine. Drei Tage vor Ablauf dieser Zeit trat auch Ames von diesem Amt zurück und Senatspräsident Daniel Rose musste die Zeit zwischen dem 2. und 5. Januar 1822 überbrücken. Im Jahr 1827 wurde Ames noch einmal in das Staatsparlament von Maine gewählt. Er starb am 28. September 1835.